# Albedo (alquimia)
Albedo é uma palavra que, no contexto da alquimia, significa esbranquiçado. Foi adotada pelos alquimistas para designar o segundo estado do Magnum opus: a purificação. É precedido pelo estado nigredo (morte espiritual), e sucedido pelo citrinitas (despertar) e rubedo (iluminação).